# Новое (Гаевский сельский совет)
Новое (укр. Нове) — село, относится к Раздельнянскому району Одесской области Украины.
Население по переписи 2001 года составляло 36 человек. Почтовый индекс — 67411. Телефонный код — 4853. Занимает площадь 0,494 км². Код КОАТУУ — 5123985602.

## История
В 1945 г. Указом ПВС УССР хутор Ново-Наксия переименован в Новый.

## Местный совет
67411, Одесская обл., Раздельнянский р-н, с. Гаевка